# National Tribunal Council
Auf dem 1970 stattfindenden Kongress des Federal Council for the Advancement of Aborigines and Torres Strait Islanders (FCAATSI) wurde das National Tribunal Council (NTC) gegründet, das sich in das Brisbane Tribunal Council und Victoria Tribunal Council aufteilte. 
Diese neuen Organisationsformen waren Ausdruck dafür, dass junge aktive Aborigines neue Organisationsformen mit ausschließlicher Beteiligung von Aborigines gründen und sie den politischen Prozess beschleunigen wollten. Ferner zeigt sich, dass sich die politischen Aborigines lokalen Konfliktherden zuwandten und so gründeten sich 1970 erste lokale Interessensvertretungen wie die Aboriginal Legal Service (ALS) und 1971 der Aboriginal Medical Service (AMS) in Redfern, einer Vorstadt von Sydney in New South Wales.
Die politischen Aussagen des National Tribunal Council waren: „The representatives of the Aboriginal and Islander peoples of Australia reaffirm our pride in our own history, culture, and achievements as peoples ... Today we assert our right to stand in full economic, legal, and social equality beside white Australians, with whom we wish to live in peace and harmony ... We stand for self-reliance. We hope for aid both morally and financially, but cannot be dependent on it. We depend on our own efforts, on the united stance of our own people ....“
Das National Tribal Council arbeitete etwa drei Jahre und nach der Wahl der Labour Party gegen Ende 1972 wandten sich die Aborigines stärker den lokalen als den nationalen Interessen zu.